# Carl Altena
Carl Altena (* 17. April 1894 in Courl, jetzt Dortmund-Kurl; † 5. Februar 1971 in Mülheim an der Ruhr) war ein deutscher Maler.

## Leben und Wirken
Nach dem Schulabschluss in Oberhausen besuchte Altena ab 1912 die Kunstakademie Düsseldorf. 1914 wurde er zum Kriegsdienst eingezogen und geriet 1917 in englische Gefangenschaft. Nach der Entlassung ließ er sich 1919 in Mülheim an der Ruhr nieder, wo er eine Anstellung als Werksgrafiker bei der Gutehoffnungshütte fand. 1925 machte er sich selbstständig und arbeitete fortan als freischaffender Künstler.
In der Zeit des Nationalsozialismus war Altena obligatorisch Mitglied der Reichskammer der bildenden Künste. Es ist jedoch lediglich seine Teilnahme an der Großen Kunstausstellung Düsseldorf 1937 belegt.
1939 wurde er erneut als Soldat eingezogen und kehrte 1945 aus dem Lazarett nach Mülheim zurück. Nach dem Krieg erhielt er verschiedene Aufträge zur künstlerischen Ausgestaltung von Bauwerken („Kunst am Bau“). Zu seinen Arbeiten gehören die Decken- und Wandmalereien in der Mülheimer Rathausbücherei, im damaligen Gebäude der Sparkasse und in verschiedenen Mülheimer Schulen. Hauptthema seiner Werke waren Ansichten der Stadt Mülheim und des Ruhrtales.

## Ehrungen
- Ruhrpreis für Kunst und Wissenschaft der Stadt Mülheim an der Ruhr: 2. Preis (1962)